# فؤاد غصن
فؤاد غصن (1306 - 1391 هـ / 1889 - 1971 م) هو طبيب بيروتي.
تخرج من الجامعة الأميركية في بيروت. أصدر «المجلة الطبية العلمية» مدة عشرين عاماً.

## آثاره
من آثاره:
- الطب الشرعي وعلم السموم.
- مذكراتي خلال قرن.